# Seznam chráněných území v okrese Praha-východ
Toto je seznam chráněných území v okrese Praha-východ aktuální k roku 2016, ve kterém jsou uvedena chráněná území v oblasti okresu Praha-východ.
| Kód  | Obrázek                                                       | Typ | Název                       | Rozloha (ha) | Galerie Commons                                                        | Popis území | Souřadnice                       |
| ---- | ------------------------------------------------------------- | --- | --------------------------- | ------------ | ---------------------------------------------------------------------- | --- | -------------------------------- |
| 1066 | Božkovské jezírko                                             | PP  | Božkovské jezírko           | 1,29         | Kategorie „Božkovské jezírko“ na Wikimedia Commons                     | Tůňky s mokřadními společenstvy, útočiště obojživelníků | 49°55′22″ s. š., 14°42′33″ v. d. |
| 736  | část PR Cyrilov na jihozápadním okraji katastru Nových Jiren  | PR  | Cyrilov                     | 172,82       | Kategorie „Cyrilov (nature reserve)“ na Wikimedia Commons              | Bezkolencové a bikové doubravy, výskyt variabilních populací bříz, lužního ekotypu habru, starých dubů a borovic | 50°5′35″ s. š., 14°42′0″ v. d.   |
| 2459 | Černý orel                                                    | PP  | Černý Orel                  | 220,42       | Kategorie „Černý orel“ na Wikimedia Commons                            | Část nivy Jizery a modrásek bahenní včetně biotopu | 50°11′31″ s. š., 14°43′6″ v. d.  |
|      | Dolní Povltaví - Klecánky                                     | PřP | Dolní Povltaví              |              | Kategorie „Nature park Dolní Povltaví“ na Wikimedia Commons            | | 50°10′45″ s. š., 14°22′24″ v. d. |
| 2006 | Hluchov                                                       | PP  | Hluchov                     | 7,12         | Kategorie „Hluchov (natural monument)“ na Wikimedia Commons            | Zbytek lužního lesa s typickými zástupci fauny a flóry | 50°11′32″ s. š., 14°40′12″ v. d. |
|      |                                                               | PřP | Hornopožárský les           | 2 500        | Kategorie „Hornopožárský les“ na Wikimedia Commons                     | | 49°52′17″ s. š., 14°32′47″ v. d. |
| 6111 | Bývalý kamenolom v severní části PP                           | PP  | Kaňon Vltavy u Sedlce       | 3,44         | Kategorie „Kaňon Vltavy u Sedlce“ na Wikimedia Commons                 | Kontinentální opadavé křoviny, panonské skalní trávníky, polopřirozené suché trávníky a facie křovin na vápnitých podložích, chasmofytická vegetace silikátových skalnatých svahů, pionýrská vegetace silikátových skal                                                                                    | 50°8′54″ s. š., 14°24′6″ v. d.   |
| 6029 | Součástí rozsáhlé rezervace je také bývalá PP Lipovka - Grado | PR  | Káraný – Hrbáčkovy tůně     | 337,03       | Kategorie „Káraný - Hrbáčkovy tůně“ na Wikimedia Commons               | Stanoviště přirozených eutrofních vodních nádrží, nivních luk, extenzivních sečených luk nížin až podhůří, otevřených trávníků kontinentálních dun s paličkovcem a psinečkem, zásaditých slatinišť, dubohabřin a smíšených lužních lesů, jakož i výskyt ohrožených druhů – čolka velkého a roháče obecného | 50°10′51″ s. š., 14°46′24″ v. d. |
| 5818 | Západní část PP Králičina a Povýmolí                          | PP  | Králičina a Povýmolí        | 13,29        | Kategorie „Králičina a Povýmolí“ na Wikimedia Commons                  | Ekosystémy mokřadních psárkových a ostřicových luk podél toku Výmoly, zaplavované rákosiny a drobné mokřady | 50°3′59″ s. š., 14°42′29″ v. d.  |
| 2005 | Přírodní památka Kuchyňka                                     | PP  | Kuchyňka                    | 3,87         | Kategorie „Kuchyňka (natural monument)“ na Wikimedia Commons           | Významné geologické, paleontologické a archeologické naleziště | 50°10′53″ s. š., 14°35′42″ v. d. |
| 1408 | Lom Chlum                                                     | PP  | Lom Chlum                   | 7,50         | Kategorie „Lom Chlum“ na Wikimedia Commons                             | Zatopený lom s výskytem obojživelníků a plazů | 49°54′43″ s. š., 14°41′35″ v. d. |
| 1173 | Lom na plachtě                                                | PP  | Lom Na plachtě              | 0,79         | Kategorie „Lom Na plachtě“ na Wikimedia Commons                        | Zatopený lom, útočiště obojživelníků | 50°1′51″ s. š., 14°43′40″ v. d.  |
| 6246 | PP Louka u Vojkova v říjnu 2023                               | PP  | Louka u Vojkova             | 0,87         | Kategorie „Louka u Vojkova“ na Wikimedia Commons                       | Louka s výskytem chráněných druhů rostlin | 49°59′16″ s. š., 14°42′29″ v. d. |
| 2064 | Pohled na Máslovickou stráň od Libčic                         | PR  | Máslovická stráň            | 27,25        | Kategorie „Máslovická stráň“ na Wikimedia Commons                      | Série skalních výchozů a fragmentů skalní stepi. Luční a stepní biotopy | 50°12′30″ s. š., 14°22′10″ v. d. |
| 6016 | PP Polabí u Kostelce                                          | PP  | Polabí u Kostelce           | 84,6169      | Kategorie „Polabí u Kostelce“ na Wikimedia Commons                     | Nadprůměrně zachovalá říční niva velkého toku s charakteristickou mozaikou lužních lesů, luk, vodních ploch a mokřadů s výskytem řady vzácných druhů rostlin a živočichů | 50°13′59″ s. š., 14°36′31″ v. d. |
| 565  | Přírodní památka Prutník                                      | PP  | Prutník                     | 12,62        | Kategorie „Prutník“ na Wikimedia Commons                               | Lokalita vstavačovitých – vstavač vojenský, bradáček vejčitý | 50°16′14″ s. š., 14°38′9″ v. d.  |
| 3407 | Louky v PP Skalsko na počátku května                          | PP  | Skalsko                     | 3,60         | Kategorie „Skalsko (natural monument)“ na Wikimedia Commons            | Mokřadní společenstva s výskytem významných a zvláště chráněných druhů rostlin a živočichů, typický fragment krajiny Říčanské plošiny | 49°54′ s. š., 14°32′ v. d.       |
| 6112 | Rybník Šáchovec na Říčansku                                   | PP  | Šáchovec                    | 2,5767       | Kategorie „Šáchovec“ na Wikimedia Commons                              | Populace kuňky ohnivé (Bombina bombina) | 49°57′6″ s. š., 14°49′44″ v. d.  |
|      | Lesní porosty jižně od Mariánského dubu                       | PřP | Škvorecká obora – Králičina |              | Kategorie „Nature park Škvorecká obora-Králičina“ na Wikimedia Commons | Přírodovědně a krajinářsky cenná údolní niva potoka Výmoly a související komplex Škvorecké obory v jihovýchodním sousedství rozsáhlého Klánovického lesa. | 50°4′6″ s. š., 14°41′56″ v. d.   |
| 1070 | Přírodní památka U skal                                       | PP  | U skal                      | 6,18         | Kategorie „U skal“ na Wikimedia Commons                                | Pískovcové lůmky, lokalita fosilní svrchnokřídové flóry | 50°6′56″ s. š., 14°46′9″ v. d.   |
|      | Okolní krajina v Dubinách                                     | PřP | Velkopopovicko              | 2 200        | Kategorie „Nature park Velkopopovicko“ na Wikimedia Commons            | | 49°54′ s. š., 14°38′42″ v. d.    |
| 506  | Národní přírodní rezervace Větrušické rokle                   | NPR | Větrušické rokle            | 24,72        | Kategorie „Větrušické rokle“ na Wikimedia Commons                      | Spilitové skály s travnatými společenstvy | 50°11′47″ s. š., 14°22′40″ v. d. |
| 512  | Voděradské bučiny na jaře                                     | NPR | Voděradské bučiny           | 658,00       | Kategorie „Voděradské bučiny“ na Wikimedia Commons                     | Rozlehlý bukový porost | 49°58′9″ s. š., 14°46′58″ v. d.  |
| 5682 | Vršky pod Špičákem počátkem května                            | PR  | Vršky pod Špičákem          | 3,84         | Kategorie „Vršky pod Špičákem“ na Wikimedia Commons                    | Společenstva teplomilných trávníků a skalních výchozů s výskytem vzácných a ohrožených druhů rostlin a živočichů | 50°14′35″ s. š., 14°25′2″ v. d.  |

## Zrušená chráněná území
| Kód  | Obrázek        | Typ | Název           | Rozloha (ha) | Galerie Commons                                  | Popis území                                                                                | Souřadnice                       |
| ---- | -------------- | --- | --------------- | ------------ | ------------------------------------------------ | ------------------------------------------------------------------------------------------ | -------------------------------- |
| 1083 | Hrbáčkovy tůně | PR  | Hrbáčkovy tůně  | 20,00        | Kategorie „Hrbáčkovy tůně“ na Wikimedia Commons  | Odstavené labské meandry s bohatou květenou, ptačí hnízdiště                               | 50°10′34″ s. š., 14°46′25″ v. d. |
| 213  | Lipovka-Grado  | PR  | Lipovka – Grado | 32,78        | Kategorie „Lipovka - Grado“ na Wikimedia Commons | Typický krajinný ráz polabského luhu (lužní les, vlhké louky, mokřady, vodní plocha Grado) | 50°10′36″ s. š., 14°45′35″ v. d. |